# Days of Jesse James
Days of Jesse James è un film del 1939 diretto da Joseph Kane.
È un film western statunitense con Roy Rogers, George 'Gabby' Hayes e Don 'Red' Barry.

## Produzione
Il film, diretto da Joseph Kane su una sceneggiatura di Earle Snell con il soggetto di Jack Natteford, fu prodotto dallo stesso Kane (come produttore associato) per la Republic Pictures e girato a Mentryville e nell'Iverson Ranch a Chatsworth in California nel novembre del 1939.

## Colonna sonora
- I'm a Son of a Cowboy - musica e parole di by Peter Tinturin, cantata da Roy Rogers
- Saddle Your Dreams - musica e parole di by Peter Tinturin, cantata da Roy Rogers
- Echo Mountain - musica e parole di by Peter Tinturin, cantata da Roy Rogers

## Distribuzione
Il film fu distribuito negli Stati Uniti dal 20 dicembre 1939 al cinema dalla Republic Pictures.
Altre distribuzioni:
- in Brasile (Dias de Jesse James)
- in Germania (Jesse James unter Verdacht)
- in Grecia (Plasta ihni e O gyios tou Jesse James)